# Larisa Neiland
Larisa Neiland née Savtsjenko (Lviv, 21 juli 1966) is een voormalig professioneel tennisspeelster uit Letland.
Gedurende haar loopbaan won zij twee WTA-titels in het enkelspel en niet minder dan 65 in het vrouwendubbelspel (waarvan twee grandslamtitels). Daarnaast won zij op de grandslamtoernooien nog vier titels in het gemengd dubbelspel.
Haar hoogste positie op de WTA-ranglijst enkelspel is de dertiende plaats, die zij bereikte in mei 1988. In het dubbelspel bereikte zij de eerste plaats, in januari 1992.
Zij nam tweemaal deel aan de Olympische spelen, in 1988 voor de Sovjet-Unie en in 1992 voor Letland. Zowel in het enkelspel als in het dubbelspel (met Natallja Zverava) bereikte zij de kwartfinale.
Op de WTA Tour Championships bereikte zij in het dubbelspel vijfmaal de finale: tweemaal met Natallja Zverava, tweemaal met Jana Novotná en eenmaal met Arantxa Sánchez Vicario, maar zij greep steeds naast de titel.
Neiland speelde achttien jaargangen van de Fed Cup, voor de Sovjet-Unie in 1983–1991 en voor Letland in 1992–1997, 1999, 2000 en 2003. Zij is recordhouder op de volgende aspecten:
- grootste aantal gewonnen dubbelspelpartijen in de geschiedenis van de Fed Cup (38)
- alle Fed Cup-records voor zowel Sovjet-Unie als Letland:
  - grootste aantal gewonnen partijen in totaal (USSR: 40, Letland: 27)
  - grootste aantal gewonnen enkelspelpartijen (USSR: 17, Letland: 12)
  - grootste aantal gewonnen dubbelspelpartijen (USSR: 23, Letland: 15)
  - beste dubbelspelteam (USSR: met Natallja Zverava, Letland: met Agnese Blumberga)
  - grootste aantal gespeelde landenwedstrijden (USSR: 32, Letland: 25)
  - grootste aantal jaren gespeeld (USSR: 9, Letland: 9)

In 2003 ontving zij de Fed Cup Award of Excellence.

## Posities op deWTA-ranglijst
Positie per einde seizoen:
| jaar | rang enkelspel | rang dubbelspel |
| ---- | -------------- | --------------- |
| 1984 | 138            | –               |
| 1985 | 55             | –               |
| 1986 | 36             | 26              |
| 1987 | 24             | 11              |
| 1988 | 16             | 9               |
| 1989 | 20             | 3               |
| 1990 | 91             | 7               |
| 1991 | 48             | 2               |
| 1992 | 58             | 5               |
| 1993 | 32             | 5               |
| 1994 | 41             | 11              |
| 1995 | 97             | 5               |
| 1996 | 61             | 2               |
| 1997 | 85             | 9               |
| 1998 | 73             | 11              |
| 1999 | 214            | 3               |
| 2000 | –              | 262             |

## Palmares

### Grandslamfinaleplaatsen vrouwendubbelspel (2–10)
| nr.              | jaar | toernooi      | partner          | tegenstandsters                 | score           |         |
| ---------------- | ---- | ------------- | ---------------- | ------------------------------- | --------------- | ------- |
| gewonnen finales |      |               |                  |                                 |                 |         |
| 1.               | 1989 | Roland Garros | Natallja Zverava | Steffi Graf Gabriela Sabatini   | 6-4, 6-4        | details |
| 2.               | 1991 | Wimbledon     | Natallja Zverava | Gigi Fernández Jana Novotná     | 6-4, 3-6, 6-4   | details |
| verloren finales |      |               |                  |                                 |                 |         |
| 01.              | 1988 | Wimbledon     | Natallja Zverava | Steffi Graf Gabriela Sabatini   | 3-6, 6-1, 10-12 | details |
| 02.              | 1989 | Wimbledon     | Natallja Zverava | Jana Novotná Helena Suková      | 1-6, 2-6        | details |
| 03.              | 1990 | Roland Garros | Natallja Zverava | Jana Novotná Helena Suková      | 4-6, 5-7        | details |
| 04.              | 1991 | Roland Garros | Natallja Zverava | Gigi Fernández Jana Novotná     | 4-6, 0-6        | details |
| 05.              | 1991 | US Open       | Jana Novotná     | Pam Shriver Natallja Zverava    | 4-6, 6-4, 65-7  | details |
| 06.              | 1992 | Wimbledon     | Jana Novotná     | Gigi Fernández Natallja Zverava | 4-6, 1-6        | details |
| 07.              | 1992 | US Open       | Jana Novotná     | Gigi Fernández Natallja Zverava | 64-7, 1-6       | details |
| 08.              | 1993 | Roland Garros | Jana Novotná     | Gigi Fernández Natallja Zverava | 3-6, 5-7        | details |
| 09.              | 1993 | Wimbledon     | Jana Novotná     | Gigi Fernández Natallja Zverava | 4-6, 7-6, 4-6   | details |
| 10.              | 1996 | Wimbledon     | Meredith McGrath | Martina Hingis Helena Suková    | 7-5, 5-7, 1-6   | details |

### Grandslamfinaleplaatsen gemengd dubbelspel (4–5)
| nr.              | jaar | toernooi        | partner               | tegenstanders                           | score          |         |
| ---------------- | ---- | --------------- | --------------------- | --------------------------------------- | -------------- | ------- |
| gewonnen finales |      |                 |                       |                                         |                |         |
| 1.               | 1992 | Wimbledon       | Cyril Suk             | Miriam Oremans Jacco Eltingh            | 7-62, 6-2      | details |
| 2.               | 1994 | Australian Open | Andrej Olchovski      | Helena Suková Todd Woodbridge           | 7-5, 60-7, 6-2 | details |
| 3.               | 1995 | Roland Garros   | Mark Woodforde        | Jill Hetherington John-Laffnie de Jager | 7-68, 7-64     | details |
| 4.               | 1996 | Australian Open | Mark Woodforde        | Nicole Arendt Luke Jensen               | 4-6, 7-5, 6-0  | details |
| verloren finales |      |                 |                       |                                         |                |         |
| 1.               | 1994 | Roland Garros   | Andrej Olchovski      | Kristie Boogert Menno Oosting           | 5-7, 6-3, 5-7  | details |
| 2.               | 1996 | Wimbledon       | Mark Woodforde        | Helena Suková Cyril Suk                 | 6-1, 3-6, 2-6  | details |
| 3.               | 1997 | Australian Open | John-Laffnie de Jager | Manon Bollegraf Rick Leach              | 3-6, 7-65, 5-7 | details |
| 4.               | 1997 | Wimbledon       | Andrej Olchovski      | Helena Suková Cyril Suk                 | 6-4, 3-6, 4-6  | details |
| 5.               | 1999 | Roland Garros   | Rick Leach            | Katarina Srebotnik Piet Norval          | 3-6, 6-3, 3-6  | details |

### WTA-finaleplaatsen enkelspel (2–7)
| nr.              | datum      | toernooi            | ondergrond | tegenstandster      | score         |         |
| ---------------- | ---------- | ------------------- | ---------- | ------------------- | ------------- | ------- |
| gewonnen finales |            |                     |            |                     |               |         |
| 1.               | 1991-09-29 | WTA Sint-Petersburg | tapijt (i) | Barbara Rittner     | 3-6, 6-3, 6-4 | details |
| 2.               | 1993-08-29 | WTA Schenectady     | hardcourt  | Natalia Medvedeva   | 6-3, 7-5      | details |
| verloren finales |            |                     |            |                     |               |         |
| 1.               | 1987-02-08 | WTA Wichita         | tapijt (i) | Barbara Potter      | 6-7, 6-7      | details |
| 2.               | 1987-06-14 | WTA Birmingham      | gras       | Pam Shriver         | 6-4, 2-6, 2-6 | details |
| 3.               | 1988-02-21 | WTA Oakland         | hardcourt  | Martina Navrátilová | 1-6, 2-6      | details |
| 4.               | 1989-02-26 | WTA Oakland         | hardcourt  | Zina Garrison       | 1-6, 1-6      | details |
| 5.               | 1989-11-12 | WTA Chicago         | tapijt (i) | Zina Garrison       | 3-6, 6-2, 4-6 | details |
| 6.               | 1993-02-07 | WTA Tokio           | tapijt (i) | Martina Navrátilová | 2-6, 2-6      | details |
| 7.               | 1994-08-28 | WTA Schenectady     | hardcourt  | Judith Wiesner      | 5-7, 6-3, 4-6 | details |

### WTA-titels vrouwendubbelspel (65)
Grandslamtitels zijn vetgezet.
- 1985: WTA Seabrook Island (met Svetlana Parchomenko)
- 1985: WTA Salt Lake City (met Svetlana Parchomenko)
- 1986: WTA Little Rock (met Svetlana Parchomenko)
- 1987: WTA Wichita (met Svetlana Parchomenko)
- 1987: WTA Oklahoma (met Svetlana Parchomenko)
- 1987: WTA Boca Raton (met Svetlana Parchomenko)
- 1987: WTA Eastbourne (met Svetlana Parchomenko)
- 1988: WTA Birmingham (met Natallja Zverava)
- 1988: WTA Indianapolis (met Natallja Zverava)
- 1989: WTA Amelia Island (met Natallja Zverava)
- 1989: Roland Garros (met Natallja Zverava)
- 1989: WTA Birmingham (met Natallja Zverava)
- 1989: WTA Moskou (met Natallja Zverava)
- 1989: WTA Chicago (met Natallja Zverava)
- 1990: WTA Birmingham (met Natallja Zverava)
- 1990: WTA Eastbourne (met Natallja Zverava)
- 1990: WTA Orlando (met Natallja Zverava)
- 1990: WTA Nashville (met Kathy Jordan)
- 1991: WTA Auckland (met Patty Fendick)
- 1991: WTA Boca Raton (met Natallja Zverava)
- 1991: WTA Hamburg (met Jana Novotná)
- 1991: WTA Berlijn (met Natallja Zverava)
- 1991: WTA Eastbourne (met Natallja Zverava)
- 1991: Wimbledon (met Natallja Zverava)
- 1991: WTA Toronto (met Natallja Zverava)
- 1991: WTA Manhattan Beach (met Natallja Zverava)
- 1991: WTA Washington (met Jana Novotná)
- 1991: WTA Philadelphia (met Jana Novotná)
- 1992: WTA Brisbane (met Jana Novotná)
- 1992: WTA Boca Raton (met Natallja Zverava)
- 1992: WTA Key Biscayne (met Arantxa Sánchez Vicario)
- 1992: WTA Wesley Chapel (met Jana Novotná)
- 1992: WTA Berlijn (met Jana Novotná)
- 1992: WTA Eastbourne (met Jana Novotná)
- 1992: WTA San Diego (met Jana Novotná)
- 1992: WTA Leipzig (met Jana Novotná)
- 1992: WTA Brighton (met Jana Novotná)
- 1993: WTA Brisbane (met Conchita Martínez)
- 1993: WTA Osaka (met Jana Novotná)
- 1993: WTA Key Biscayne (met Jana Novotná)
- 1993: WTA Toronto (met Jana Novotná)
- 1994: WTA Osaka (met Rennae Stubbs)
- 1994: WTA Amelia Island (met Arantxa Sánchez Vicario)
- 1994: WTA Barcelona (met Arantxa Sánchez Vicario)
- 1994: WTA Birmingham (met Zina Garrison-Jackson)
- 1994: WTA Schenectady (met Meredith McGrath)
- 1994: WTA Brighton (met Manon Bollegraf)
- 1995: WTA Parijs (met Meredith McGrath)
- 1995: WTA Barcelona (met Arantxa Sánchez Vicario)
- 1995: WTA Edinburgh (met Meredith McGrath)
- 1995: WTA Moskou (met Meredith McGrath)
- 1995: WTA Leipzig (met Meredith McGrath)
- 1995: WTA Brighton (met Meredith McGrath)
- 1996: WTA Essen (met Meredith McGrath)
- 1996: WTA Berlijn (met Meredith McGrath)
- 1996: WTA Rosmalen (met Brenda Schultz)
- 1996: WTA Montréal (met Arantxa Sánchez Vicario)
- 1996: WTA Moskou (met Natalia Medvedeva)
- 1997: WTA Birmingham (met Katrina Adams)
- 1997: WTA Luxemburg (met Helena Suková)
- 1999: WTA Hope Island (met Corina Morariu)
- 1999: WTA Hamburg (met Arantxa Sánchez Vicario)
- 1999: WTA Birmingham (met Corina Morariu)
- 1999: WTA Los Angeles (met Arantxa Sánchez Vicario)
- 1999: WTA Leipzig (met Mary Pierce)

## Resultaten grandslamtoernooien
| Legenda | Legenda                          |
| ------- | -------------------------------- |
| g.t.    | geen toernooi gehouden           |
| l.c.    | lagere categorie                 |
| –       | niet deelgenomen                 |
| G       | uitgeschakeld in de groepsfase   |
| 1R      | uitgeschakeld in de eerste ronde |
| 2R      | uitgeschakeld in de tweede ronde |
| 3R      | uitgeschakeld in de derde ronde  |
| 4R      | uitgeschakeld in de vierde ronde |
| KF      | uitgeschakeld in de kwartfinale  |
| HF      | uitgeschakeld in de halve finale |
| F       | de finale verloren               |
| W       | het toernooi gewonnen            |
| w-v     | winst/verlies-balans             |

### Enkelspel
| Toernooi        | 1983 | 1984 | 1985 | 1986 | 1987 | 1988 | 1989 | 1990 | 1991 | 1992 | 1993 | 1994 | 1995 | 1996 | 1997 | 1998 | 1999 |
| --------------- | ---- | ---- | ---- | ---- | ---- | ---- | ---- | ---- | ---- | ---- | ---- | ---- | ---- | ---- | ---- | ---- | ---- |
| Australian Open | –    | 2R   | –    | –    | –    | –    | –    | 1R   | 2R   | 4R   | 1R   | 1R   | 1R   | 1R   | 2R   | 2R   | 1R   |
| Roland Garros   | –    | 3R   | 1R   | 2R   | –    | –    | 3R   | 2R   | 2R   | 2R   | 1R   | 1R   | 1R   | 1R   | 2R   | 1R   | 1R   |
| Wimbledon       | –    | 1R   | 3R   | 2R   | 2R   | 4R   | 1R   | 2R   | 2R   | 1R   | 2R   | KF   | 2R   | 3R   | 1R   | 2R   | 3R   |
| US Open         | 1R   | –    | –    | –    | 2R   | KF   | 4R   | 3R   | 1R   | 1R   | 1R   | 1R   | 2R   | 1R   | 1R   | 3R   | –    |

### Vrouwendubbelspel
| Toernooi        | 1983 | 1984 | 1985 | 1986 | 1987 | 1988 | 1989 | 1990 | 1991 | 1992 | 1993 | 1994 | 1995 | 1996 | 1997 | 1998 | 1999 | 2000 |
| --------------- | ---- | ---- | ---- | ---- | ---- | ---- | ---- | ---- | ---- | ---- | ---- | ---- | ---- | ---- | ---- | ---- | ---- | ---- |
| Australian Open | –    | 3R   | –    | –    | –    | –    | –    | KF   | KF   | KF   | KF   | 3R   | HF   | HF   | HF   | 2R   | KF   | –    |
| Roland Garros   | –    | 1R   | 2R   | KF   | –    | –    | W    | F    | F    | HF   | F    | KF   | 3R   | HF   | KF   | HF   | KF   | 1R   |
| Wimbledon       | KF   | KF   | KF   | 1R   | HF   | F    | F    | HF   | W    | F    | F    | KF   | HF   | F    | HF   | –    | 3R   | 1R   |
| US Open         | 2R   | –    | –    | –    | 1R   | 2R   | KF   | HF   | F    | F    | 2R   | HF   | 3R   | –    | 3R   | 2R   | HF   | –    |

### Gemengd dubbelspel
| toernooi        | 1985 | 1986 |    | 1990 | 1991 | 1992 | 1993 | 1994 | 1995 | 1996 | 1997 | 1998 | 1999 | 2000  | w-v |
| --------------- | ---- | ---- | -- | ---- | ---- | ---- | ---- | ---- | ---- | ---- | ---- | ---- | ---- | ----- | --- |
| Australian Open | g.t. | g.t. | –  | 1R   | 2R   | 1R   | W    | 1R   | W    | F    | 2R   | 2R   | –    | 17-7  |     |
| Roland Garros   | –    | 2R   | 1R | KF   | KF   | 2R   | F    | W    | HF   | 2R   | 2R   | F    | 1R   | 20-10 |     |
| Wimbledon       | 2R   | 3R   | 2R | 2R   | W    | 3R   | KF   | HF   | F    | F    | KF   | KF   | –    | 33-11 |     |
| US Open         | –    | –    | –  | 2R   | 1R   | 2R   | 2R   | 1R   | 2R   | KF   | 2R   | KF   | –    | 9-8   |     |